# Liste der Rektoren der Universität Freiburg (Schweiz)
Die Rektoren der Universität Freiburg (Schweiz) wechselten sich anfangs jährlich ab, ab 1948 zweijährlich und heute in längeren Abständen.
| Name des Rektors               | Jahre des Rektorats |
| ------------------------------ | ------------------- |
| Franz Jostes                   | 1889–1890           |
| Heinrich Reinhardt             | 1890–1891           |
| Joachim Berthier OP            | 1891–1892           |
| Martino Pedrazzini             | 1892–1893           |
| Joseph Sturm                   | 1893–1894           |
| Thomas Coconnier OP            | 1894–1895           |
| Leo von Savigny                | 1895–1896           |
| Jean Gremaud / Gustav Schnürer | 1896–1897           |
| Josef von Kowalski             | 1897–1898           |
| Jean-Pierre Kirsch             | 1898–1899           |
| Emile Bise                     | 1899–1900           |
| Gustav Schnürer                | 1900–1901           |
| Heinrich Baumhauer             | 1901–1902           |
| Pierre Mandonnet OP            | 1902–1903           |
| Hugo Oser                      | 1903–1904           |
| Albert Büchi                   | 1904–1905           |
| Mathieu Frans Daniëls          | 1905–1906           |
| Joseph Beck                    | 1906–1907           |
| Ulrich Lampert                 | 1907–1908           |
| Hubert Grimme                  | 1908–1909           |
| Jean Brunhes                   | 1909–1910           |
| Vincent Zapletal               | 1910–1911           |
| Georges Gariel                 | 1911–1912           |
| Leo Michel OP                  | 1912–1913           |
| Raymond de Girard              | 1913–1914           |
| Gallus Maria Manser OP         | 1914–1918           |
| Peter Tuor                     | 1918–1920           |
| Peter Wagner                   | 1920–1921           |
| Albert Gockel                  | 1921–1922           |
| Ernest-Bernard Allo            | 1922–1923           |
| Gerhard Johann Liesker         | 1923–1924           |
| Marc de Munnynck OP            | 1924–1925           |
| Paul Girardin                  | 1925–1926           |
| Dominik Prümmer OP             | 1926–1927           |
| Alfred von Overbeck            | 1927–1928           |
| Paolo Arcari                   | 1928–1929           |
| Paul Joye                      | 1929–1930           |
| Gallus Häfele OP               | 1930–1931           |
| Felix Hauptmann                | 1931–1932           |
| Wilhelm Oehl                   | 1932–1933           |
| Henri de Diesbach              | 1933–1934           |
| André Gigon OP                 | 1934–1935           |
| Alfred Siegwart                | 1935–1936           |
| Eugène Devaud                  | 1936–1937           |
| Séverin Bays                   | 1937–1938           |
| Cristoforo Berutti OP          | 1938–1939           |
| Pierre Aeby                    | 1939–1940           |
| Anton Rohner OP                | 1940–1941           |
| Leonhard Weber                 | 1941–1942           |
| Marc-A. van den Oudenrijn      | 1942–1943           |
| Louis Comte                    | 1943–1944           |
| Gaston Castella                | 1944–1945           |
| Gebhard Blum                   | 1945–1946           |
| François-M. Braun              | 1946–1947           |
| Celestino Trezzini             | 1947–1948           |
| Oskar Vasella                  | 1948–1950           |
| Louis Chardonnens              | 1950–1952           |
| Othmar Perler                  | 1952–1954           |
| Wilhelm Oswald                 | 1954–1956           |
| Norbert Luyten OP              | 1956–1958           |
| Joseph Kälin                   | 1958–1960           |
| Franz Xaver von Hornstein      | 1960–1962           |
| Eugen Isele                    | 1962–1964           |
| Joseph Maria Bocheński OP      | 1964–1966           |
| Edgardo Giovannini             | 1966–1968           |
| Heinrich Stirnimann OP         | 1968–1971           |
| Alfred E. von Overbeck         | 1971–1975           |
| Gaston Gaudard                 | 1975–1979           |
| Bernhard Schnyder              | 1979–1983           |
| Augustin Macheret              | 1983–1993           |
| Paul-Henri Steinauer           | 1993–2002           |
| Urs Altermatt                  | 2002–2007           |
| Guido Vergauwen OP             | 2007–2015           |
| Astrid Epiney                  | 2015–2024           |
| Katharina Fromm                | seit 2024           |